# Jasovská planina
Jasovská planina je krajinný podcelek v nejvýchodnější části Slovenského krasu. Většina planiny leží na území Národního parku Slovenský kras.

## Poloha
Ze západu je od Zádielské planiny ohraničena hlubokou dolinou Hájského potoka, z jihu se dotýká Turnianské kotliny (část Košické kotliny), ze severu je potokem Teplica a řekou Bodva oddělená od Volovských vrchů. Určit východní hranici je komplikovanější. Tvoří ji svahy doliny potoka Drienovec, přes obec Debraď až k obci Jasov. Tento nižší stupeň je již zařazen do Medzevské pahorkatiny, která je začleňována ke Košické kotlině.

## Geomorfologie

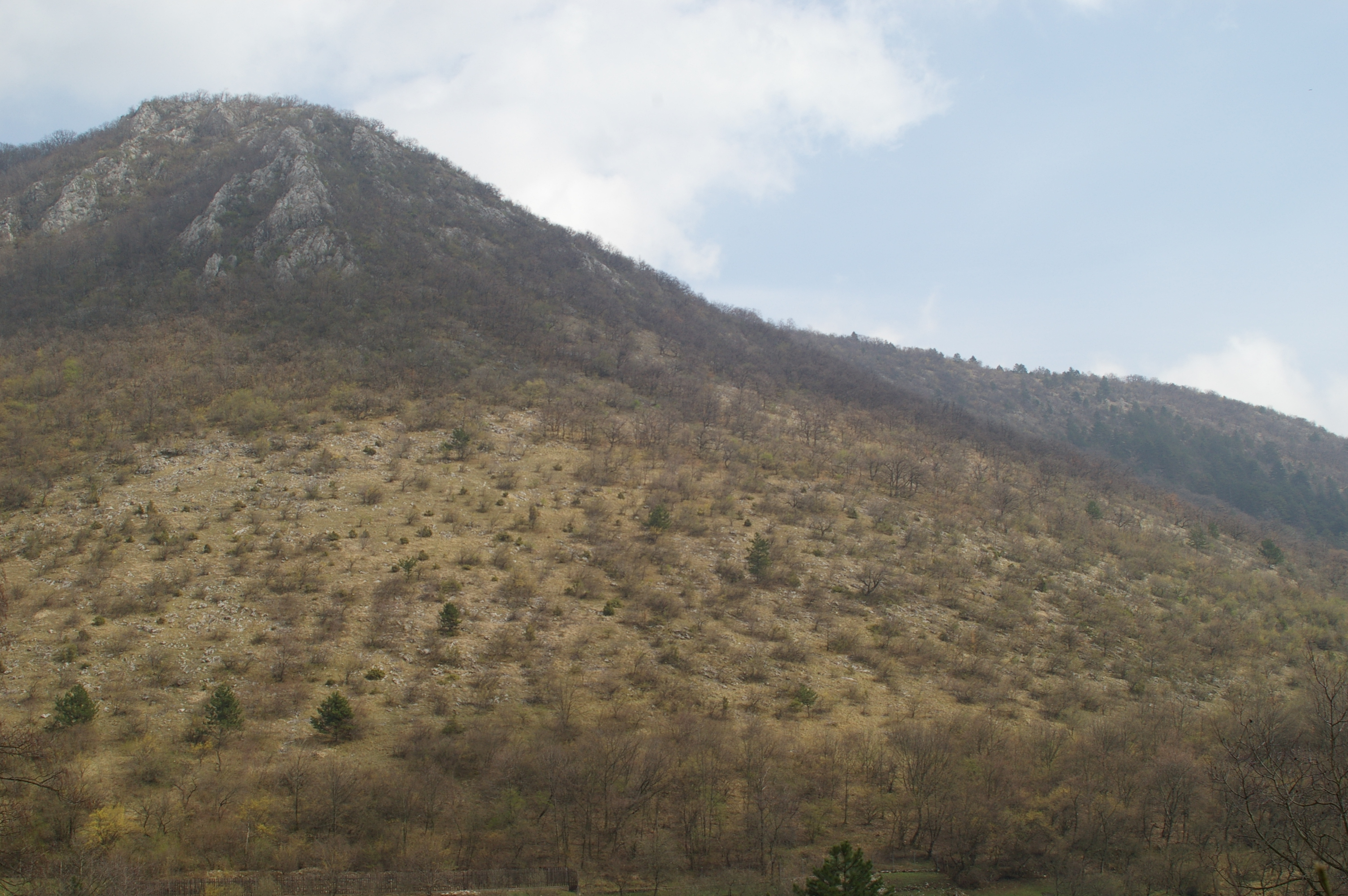
Pohled na planinu od západu

Planina má poměrně kompaktní tvar o rozměrech 16 × 10 km. Potok Miglinc, který pramení v její centrální části, svojí poměrně hlubokou dolinou planinu rozčleňuje na větší severní a menší jižní část. Planina je skloněná od severu k jihu, kde dosahuje nadmořskou výšku i pod 600 m. Nejvyšším bodem planiny je kóta Železná brána (721,4 m n. m.), v jižní části planiny je to Vysoká (706,4 m n. m.).

## Geologie
Z hlediska krasování jsou podmínky na Jasovské planině stejné jako na ostatních planinách Slovenského krasu. Vázané jsou na vápence vytvářející podstatnou část silicika. Přesto je počet povrchových a podpovrchových krasových forem nižší než jinde. U obce Jasov se nachází zpřístupněna Jasovská jeskyně.
Zvláštností je brázda Miglinca, která se vyvinula na silickoklasitských horninách verfénskeho souvrství. Na planině se nachází nejhlubší propast Slovenského krasu, Kuní propast.

## Rostlinstvo
Oblast pokrývají sekundární lesy a pastviny.